# Ruurd Halbertsma
Ruurd Binnert Halbertsma (1958) is sinds 1988 werkzaam als conservator Griekenland en Rome in het Rijksmuseum van Oudheden in Leiden.
Hij studeerde Klassieke Talen, Oude Geschiedenis en Klassieke Archeologie aan de Universiteit Leiden. Hij verrichtte veldwerk in Italië en leidde excursies naar Griekenland, Turkije, Italië en Tunesië. Zijn onderzoek is ook een inspiratie geweest voor twee dichtbundels en twee romans van zijn hand.